# Piotr Valentin d’Hauterive
Piotr August Valentin d’Hauterive (ur. 1779, zm. 28 stycznia 1845) – polski oficer, uczestnik kampanii lat 1812–1813 wojen napoleońskich, oficer wojsk Królestwa Polskiego w stopniu majora, uczestnik powstania listopadowego jako oficer 6 Pułku Piechoty Liniowej, awansowany do stopnia podpułkownika. 3 czerwca 1831 roku odznaczony Krzyżem Złotym Orderu Virtuti Militari. Kawaler francuskich Orderu Zjednoczenia i Orderu Legii Honorowej, odznaczony Znakiem Honorowym za 15 lat nieskazitelnej służby. Był adiutantem gen. Stanisława Potockiego.
Starszym bratem Piotra Augusta był ppłk Franciszek Valentin d'Hauterive.